# Tałgat Tadżuddin
Tałgat Tadżuddin (tatar. Тәлгать Сафа улы Таҗетдин Tälğät Safa ulı Tacetdin, ros. Талгат Сафич Тадзетдинов; ur. 12 października 1948) – muzułmański duchowny pochodzenia tatarskiego, w latach 1992–2015 najwyższy mufti Rosji.
Przez lata swojej pracy rezydował w Ufie, stolicy Baszkirii, gdzie zlokalizowane są biura Centralnego Zarządu Muzułmanów Syberii oraz Europejskiej Części Rosji i Europejskich Krajów Wspólnoty Niepodległych Państw. W trakcie pełnienie swojej funkcji opowiadał się m.in. za prowadzeniem Świętego Dżihadu przeciwko Stanom Zjednoczonym, opodatkowaniem mieszkańców Baszkirii w celu budowy nowych cerkwi i meczetów oraz dodaniem islamskiego półksiężyca do herbu Rosji.